# Nesodryas fletus
Nesodryas fletus är en insektsart som beskrevs av George Willis Kirkaldy 1908. Nesodryas fletus ingår i släktet Nesodryas och familjen sporrstritar. Inga underarter finns listade i Catalogue of Life.